# Weserlied

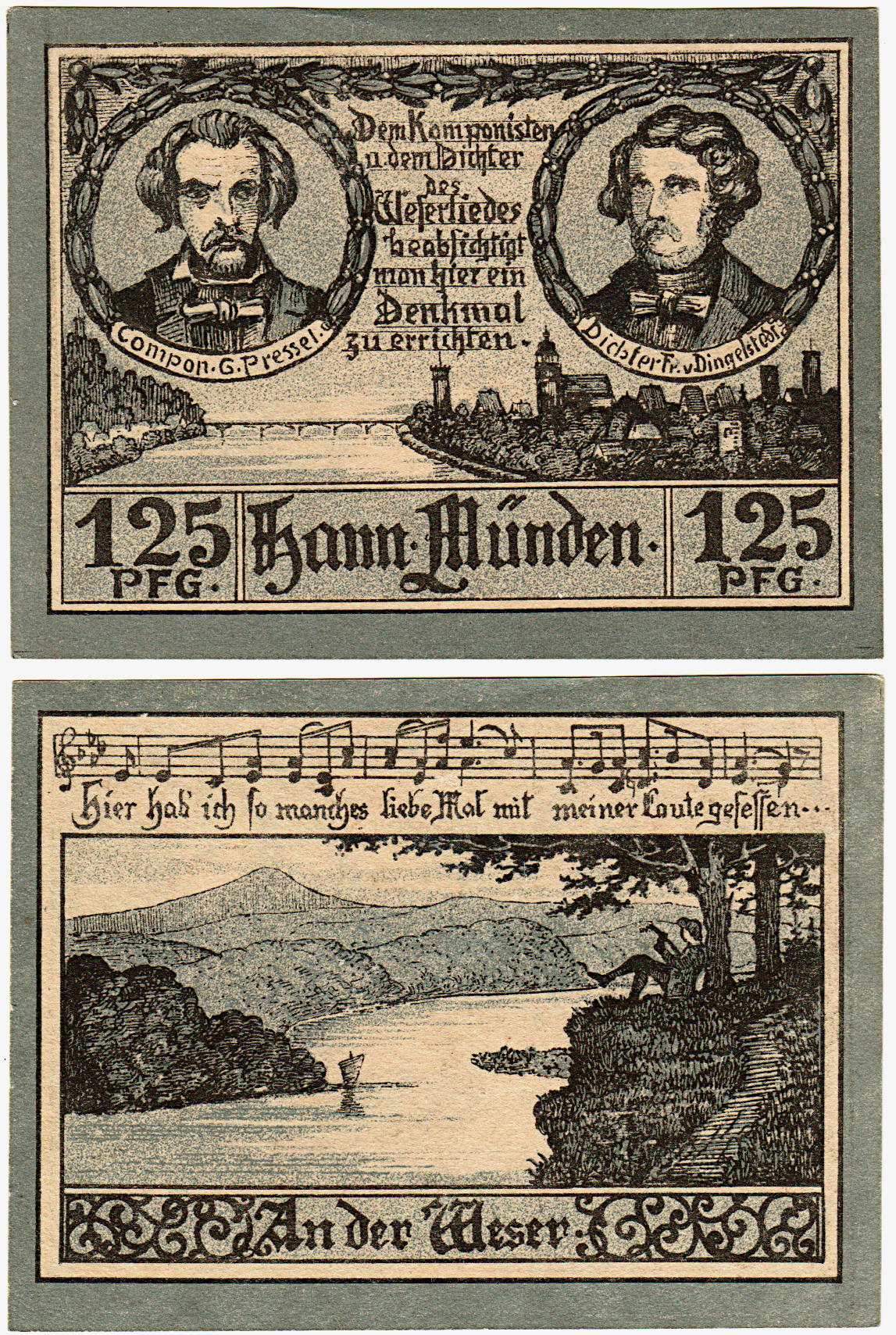
Notgeldschein aus Hann. Münden zum Weserlied

Das Weserlied ist ein romantisches Kunstlied, das zu einem Volkslied geworden ist. Es wurde 1835 von Franz von Dingelstedt in Todenmann bei Rinteln gedichtet und später von Gustav Pressel vertont. An den Dichter und den Komponisten erinnern das 1931 errichtete Dingelstedt-Denkmal in Todenmann sowie die Weserliedanlage in Hann. Münden.
Der Text verbindet den Natureindruck des Wesertals mit verlorenen Liebesträumen.

## Text
| Dingelstedt | Dingelstedt (Dichter) und Pressel (Komponist) |
| Hier hab’ ich so manches liebe Mal Mit meiner Laute gesessen, Hier schaut’ ich hinunter in’s weite Thal, Und hatte die Welt vergessen. Und um mich rauscht’ es und klang es so hehr Und über mir tagt’ es so helle Und unten brauste das ferne Wehr Und der Weser blitzende Welle. Wie liebende Töne aus rothem Mund So flüstert’ es rings durch die Bäume Und aus des Thales blühendem Grund Begrüßten mich nickende Träume. Da sitz’ ich nun wieder und spähe umher Und horche hinauf und hernieder; Die holden Weisen klingen nicht mehr, Die Träume kommen nicht wieder. Die süßen Gestalten sind all’ zerstreut, Der Himmel beengt und trübe, – Fahr’ wohl, fahr’ wohl, du selige Zeit, Fahr’ wohl, du närrische Liebe! | Hier hab’ ich so manches liebe Mal Mit meiner Laute gesessen, Hinunter blickend ins weite Thal, Mein selbst und der Welt vergessen. Und um mich klang es so froh und so hehr, Und über mir tagt’ es so helle, Und unten braus’te das ferne Wehr Und der Weser blitzende Welle. Wie liebender Sang aus geliebtem Mund, So flüstert es durch die Bäume, Und aus des Thales offenem Grund Begrüßen mich nickende Träume. Da sitz’ ich aufs Neue und spähe umher, Und lausche hinauf und hernieder; Die holden Weisen rauschen nicht mehr, Die Träume kehren nicht wieder. Die süßen Bilder wie weit, wie weit, Wie schwer der Himmel, wie trübe! Fahr’ wohl, fahr’ wohl, du selige Zeit, Fahrt wohl, ihr Träume der Liebe! |